# Franz Dorotheus Gerlach

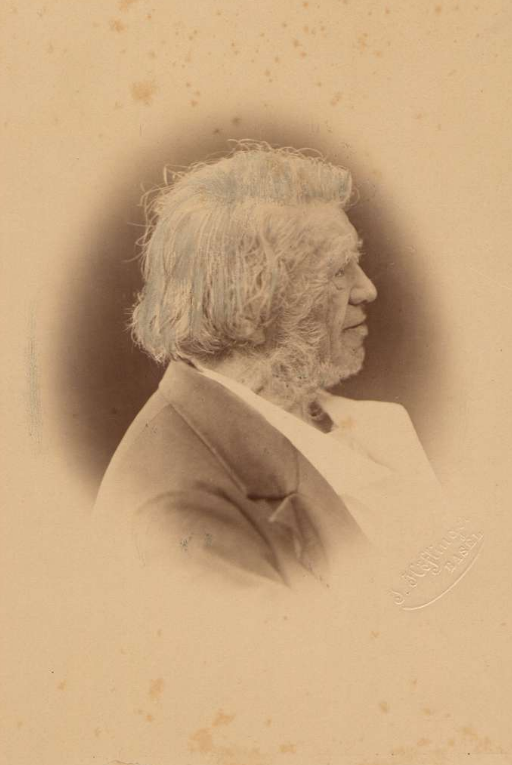
Franz Dorotheus Gerlach

Franz Dorotheus Gerlach (* 18. Juli 1793 in Wolfsbehringen bei Gotha; † 31. Oktober 1876 in Basel) war ein schweizerischer klassischer Philologe und Althistoriker deutscher Herkunft. Der langjährige Professor an der Universität Basel (1819–1875) befasste sich mit den römischen Geschichtsschreibern und mit der frühen römischen Geschichte.

## Leben
Gerlach besuchte das Ernestinum Gotha, wo ihn sein Lateinlehrer Friedrich Wilhelm Döhring (1756–1837) an die Literatur und Sprache der Römer heranführte. So studierte Gerlach ab 1813 Theologie und Philologie, zunächst an der Universität Leipzig, dann an der Georg-August-Universität Göttingen. Er schloss sich eng an Arnold Heeren an und wandte sich der Alten Geschichte zu. Nach dem Examen (1816) arbeitete er kurz als Collaborator am Göttinger Gymnasium. Aber schon 1817 zog er in die Schweiz, wo er eine Stelle als Lehrer an der Kantonsschule Aarau erhalten hatte. Zwei Jahre später, 1819, wurde Gerlach auf die neu eingerichtete ordentliche Professur für lateinische Sprache und Literatur an der Universität Basel berufen. Gleichzeitig wurde er Lehrer am Basler Pädagogium. Zu diesen Ämtern kamen ab 1829 die Leitung der Universitätsbibliothek (als Oberbibliothekar) und die Wahl in den Erziehungsrat (1835). 1833 wurde er in Basel eingebürgert. Gerlach wirkte lange Jahre in Basel und amtierte mehrmals (1837, 1847, 1848 und 1863) als Rektor der Universität. Zu seinen jüngsten Kollegen zählte Friedrich Nietzsche, der 1869 auf die Professur für griechische Sprache und Literatur berufen wurde. Erst 1875, im Alter von 82 Jahren, legte Gerlach seine Ämter nieder.
Seit seinem Umzug nach Basel trat Gerlach durch zahlreiche Schriften hervor. Er verfasste eine kritische Textausgabe des römischen Geschichtsschreibers Sallust in drei Bänden (1823–1831) und eine Ausgabe mit Übersetzung und Kommentar der Germania des Tacitus (1835–1837), in der als Mitherausgeber Wilhelm Wackernagel genannt wird; dieser hatte jedoch seine Mitarbeit zurückgezogen. Ähnlich bedeutend ist Gerlachs Leistung als Althistoriker. Seine bedeutendsten Werke sind die Historischen Studien in drei Bänden (1841–1863), Die Geschichtschreiber der Römer bis auf Orosius (1855), Vorgeschichte, Gründung und Entwicklung des römischen Staats in Umrissen (1863) und P. Cornelius Scipio und seine Zeit (1868). Sein großangelegtes Werk Die Geschichte der Römer, das er gemeinsam mit Johann Jakob Bachofen verfasste, blieb unvollendet; nur der erste Band, der den Zeitraum von der Frühgeschichte bis zur Königszeit behandelte, erschien 1851 in zwei Teilen. Die Römische Geschichte von Theodor Mommsen, die wenige Jahre später erschien (1854–1856), erübrigte eine Fortsetzung des Werkes.
Sein Nachlass befindet sich in der Universitätsbibliothek Basel.

## Ehrungen
1876 wurde bei Ferdinand Schlöth für die Aula des Museums an der Augustinergasse eine Denkmalbüste von Gerlach in Auftrag gegeben.